# Polizeidirektion Wien (Schottenring 11)

Ehemalige Polizeidirektion am Schottenring 11

Die Wiener Polizeidirektion am Schottenring 11 im 1. Wiener Gemeindebezirk, Innere Stadt, war von 1875 bis 1945 der zweite Standort der Polizeidirektion im Lauf ihrer Geschichte.

## Vorgeschichte
1869 wurde die uniformierte k.k. Sicherheitswache gegründet, die als ziviler Wachkörper die bis dahin tätige Militärpolizeiwache ersetzte. Seit 1870 gehörte der Wachkörper nicht mehr zum k.k. Ministerium für Landesverteidigung, sondern zum k.k. Ministerium des Innern. 1871 begann die Errichtung des Polizeitelegrafennetzes. Der Polizeirayon Wien erstreckte sich damals über das bereits eingemeindete städtische Siedlungsgebiet hinaus auf noch selbstständige (Vororts-)Gemeinden
Polizeidirektor Anton Ritter von Le Monnier schlug nun die Errichtung eines Direktionsgebäudes, welches die k.k. Polizeidirektion selbst, ein Polizeigefangenenhaus und eine Kaserne der neuen Sicherheitswache für 600 bis 800 Mann beheimaten sollte, auf dem Grundstück des „Roten Hauses“ an der Schwarzspanierstraße und der Garnisongasse im 9. Bezirk vor. Dieser Neubau sollte die bisherige Polizeidirektion am Petersplatz 7 und das Polizeigefängnis in der Sterngasse (beide 1. Bezirk) ersetzen.
Le Monniers Amtsnachfolger, Polizeipräsident Wilhelm Freiherr Marx von Marxberg, verfolgte dieses Projekt weiter und legte – nach der Weltausstellung 1873, deren Ordnungsdienste alle Energien der Wiener Polizei in Anspruch genommen hatten – der k.k. Regierung am 31. Jänner 1874 detaillierte Pläne vor. Hauptgrund für die Ablehnung war die Kostenfrage. Außerdem wurde mit der dreijährigen Bauzeit argumentiert, während welcher die Polizeidirektion weiter in dem veralteten und beengten Gebäude verbleiben müsse, was in amtlicher Beziehung mit Unzukömmlichkeiten verbunden gewesen wäre.

## Ankauf und Neubau
Am 13. März 1874 unterbreitete Marx von Marxberg ein Alternativprojekt. Vorgeschlagen wurden nun der Ankauf des für die am 1. Mai 1873 gegründete Austria Hotel-Aktien-Gesellschaft nach Plänen von Wilhelm Fraenkel anlässlich der Weltausstellung 1873 errichteten Hotels Austria am Schottenring 11 (1. Bezirk) sowie der Erwerb eines zusätzlichen Grundstückes in der Nähe, um auf diesem ein Polizeigefängnis sowie eine Kaserne für die k.k. Sicherheitswache errichten zu können.
Unterstützung fand dieses Vorhaben beim niederösterreichischen Statthalter, Freiherr Conrad von Eybesfeld, und dem Minister des Innern und der Finanzen, Freiherr Josef Lasser von Zollheim. Nachdem Kaiser Franz Joseph I. mit einer Allerhöchsten Entschließung am 27. Juli 1874 die notwendige Genehmigung erteilt hatte, konnte das Gebäude im gleichen Jahr angekauft werden; die ersten Abteilungen der Polizeidirektion zogen 1875 ein.
(Die Verwirklichung des zweiten Teils des Projekts, die Errichtung eines gesonderten Polizeigefängnisses als Ersatz für das Polizeigefängnis Sterngasse und einer Kaserne für die Sicherheitswache, wurde jedoch für 30 Jahre aufgeschoben. Erst 1904 konnte das neu errichtete Polizeigebäude an der Elisabethpromenade, damals im Volksmund „Liesl“ genannt, heute: Rossauer Lände, Ecke Türkenstraße und Berggasse, bezogen werden. Es ist bis heute als Sitz des Landeskriminalamtes Wien (LKA Wien) und als Polizeianhaltezentrum (PAZ Wien Rossauer Lände) in Betrieb.)

## Funktionen
In der Polizeidirektion waren (und sind) unter Aufsicht des Innenministeriums die zivilen Sicherheitsagenden für Wien zu organisieren und zu koordinieren:
- die Sicherheitswache (seit 2005: uniformierte Polizei), die den öffentlichen Ordnungsdienst durchführt;
- die Kriminalpolizei, die an der Aufklärung von Verbrechen arbeitet und seit 2005 mit der früheren Sicherheitswache die Bundespolizei bildet;
- die Staatspolizei, die staatsgefährdende Umtriebe bekämpft; sie wurde 2002 in das damalige Bundesamt für Verfassungsschutz und Terrorismusbekämpfung (BVT) eingegliedert, seit 2021 Direktion Staatsschutz und Nachrichtendienst (DSN).

Im Parterre des neuen Direktionsgebäudes wurde von der Postverwaltung ebenso wie im Polizeigebäude an der Elisabethpromenade ein öffentlich zugängliches Postamt eingerichtet, welches auch an die Rohrpost angeschlossen war. Der Polizeidirektion wurde dadurch der rasche Transport von Schriftstücken ermöglicht; in Wien erfolgte damals die normale Postzustellung durch Briefträger dreimal pro Tag: morgens, mittags und abends.
Ab 1899 war in zwei Räumen der Polizeidirektion das k.k. Polizeimuseum untergebracht. 1904 wurde es an die Elisabethpromenade übersiedelt, wo fünf Säle und ein Vortragssaal reserviert waren.
In der Zeit zwischen den beiden Weltkriegen war die Wiener Polizeidirektion auf Grund des hervorragenden Rufes der Wiener Polizeiarbeit und der fortschrittlichen technischen Ausstattung Sitz der Interpol. Polizeipräsident Johann Schober fungierte zweimal als Bundeskanzler.
Vom Einmarsch deutscher Truppen in Österreich am 12. März 1938 bis Mitte April 1938 war die Polizeidirektion Sitz der Abteilung II, der Gestapo. Danach bezogen die auf verschiedene Standorte in Wien verstreuten Gestapo-Dienststellen einen gemeinsamen Sitz im Hotel Metropol am Morzinplatz.

## Nach der Zerstörung
Im Hof der durch Bomben in den letzten Wochen des Zweiten Weltkriegs, 1945, zerstörten Polizeidirektion wurde am 1. November 1946 in Anwesenheit von Innenminister Oskar Helmer von Polizeipräsident Arthur Klauser eine vom Bundesministerium für Inneres gestiftete Gedenktafel für 12 Wiener Polizisten, die wegen ihres Widerstandes gegen das nationalsozialistische Regime hingerichtet worden waren, enthüllt. 1974 wurde diese Tafel im Vorraum des Festsaals des Neubaues der Wiener Polizeidirektion am Schottenring 7 – 9, dem Standort des ebenfalls zerstörten Sühnhauses und weiterer Gebäude, angebracht.
Die Bundespolizeidirektion Wien befand sich 1945–1974 in Wien 1., Parkring 8 (Palais Erzherzog Wilhelm).
Das Grundstück Schottenring 11 stand nach 1945 jahrzehntelang leer. 1971 wurde ein Wettbewerb für den Neubau des Rechnungshofsgebäudes auf dem Areal durchgeführt, dieser Neubau aber schließlich im 3. Bezirk errichtet. 1988 wurde hier das „Hilton Vienna Plaza Hotel“ als letzter kriegsbedingter Neubau an der Ringstraße eröffnet. Dieses Gebäude befindet sich im Eigentum einer 2015 von Karl Wlaschek hinterlassenen Stiftung.